# Joan Jacobita
Joan Jacobita (en llatí Joannes Jacobitarum Patriarcha) fou patriarca dels jacobites egipcis que va viure vers la primera meitat del segle xv.
Es conserva una carta que va escriure al Papa Eugeni IV (1431-1437) contestant a una prèvia carta que li havia escrit el Papa (Concilia, vol. XIII. col. 1201).